# Cristià V
Cristià V (Flensburg, 15 d'abril de 1646 - 25 d'agost de 1699) va ser rei de Dinamarca i Noruega entre 1670 i 1699. Cristià V va ser el segon monarca absolut del país. Era un home que governava amb una actitud despòtica, que tenia una opinió molt exagerada de la seva dignitat reial i del seu poder. Per tal de limitar el poder de la noblesa, va fer una aliança amb la burgesia danesa. A més, en política exterior, va intentar recuperar els territoris perduts davant de Suècia després del Tractat de Roskilde (1658). La guerra en què va participar només aconseguí arruïnar les finances públiques del regne.
Cristià era fill de Frederic III de Dinamarca i Sofia Amàlia de Brunsvic-Lüneburg. Va tenir vuit fills amb la seva dona i sis més amb la seva amant. Amb la reina Carlota Amàlia de Hessen-Kassel, filla del landgravi Guillem VI de Hessen-Kassel (1629-1663) i de la princesa de Brandenburg Hedwig Sofia de Hohenzollern (1623-1683), va tenir a:
- Frederic (1671-1730). Rei de Dinamarca i Noruega,[4] casat amb Lluïsa de Mecklenburg (1667-1721).
- Cristià Guillem (1672-1673).
- Cristià (1675-1695).
- Sofia Eduviges (1677-1735).
- Carles (1680-1729). Comte de Vemmetofte.
- Cristiana Carlota (1679-1689).
- Guillem (1687-1705).

Amb la seva amant, Sofia Amàlia Moth (1654-1719), comtessa de Samsø, va tenir a:
- Christiane Gyldenløve (1672-1689).
- Christian Gyldenløve (1674-1703), casat primer amb Carlota Amàlia Gyldenlove (1682-1699), i després amb Dorotea Krag (1675-1754).
- Sophie (1675-1684).
- Anna (1676-1699).
- Ulrik Christian Gyldenløve (1678-1719).